# 465-ös busz
A 465-ös jelzésű regionális autóbusz Gödöllő egyik helyi járata, az Autóbusz-állomás és a Szárítópuszta között közlekedik. A járatot a MÁV Személyszállítási Zrt. üzemelteti. A vonalon külön járművek nem közlekednek, a Valkó felé induló helyközi járatok Gödöllőn belül helyi járatként is közlekednek. 2017. október 14-ig a viszonylatot 8-as számmal jelölték.

## Útvonala
| Szárítópuszta felé:                                                                       | Autóbusz-állomás felé:                                                                    |
| ----------------------------------------------------------------------------------------- | ----------------------------------------------------------------------------------------- |
| Autóbusz-állomás vá. – Szabadság út – Állomás utca – Köztársaság utca – Szárítópuszta vá. | Szárítópuszta vá. – Köztársaság utca – Állomás utca – Szabadság út – Autóbusz-állomás vá. |

## Megállóhelyei
| 0  | Autóbusz-állomás végállomás | 11 | 317, 324, 402, 404, 405, 406, 407, 410, 412, 422, 426, 430, 432, 440, 441, 442, 444, 446, 447, 448, 450, 451, 452, 454, 455, 461, 463, 464, 466, 468, 469, 470, 471, 472, 473, 474, 475, 476, 477, 478, 479 1040, 1049, 1052, 1076, 1077, 1078 |
| 1  | Palotakert                  | 9  | 440, 441, 442, 444, 470, 472, 473 |
| 4  | Vasútállomás                | 8  | 440, 441, 442, 444, 446, 447, 448, 470, 472 1076, 1077, 1078 S80 G80 InterRégió, expresszvonat |
| 6  | Köztársaság út              | 5  | 440, 441, 442, 444 |
| 7  | Bessenyei György utca       | 4  | 440, 441, 442, 444 |
| 9  | Marika telep                | 2  | 440, 441, 442, 444 |
| 11 | Szárítópuszta végállomás    | 0  | 440, 441, 442, 444 |